# Bruce Rauner
Bruce Vincent Rauner (Chicago, 18 de febrero de 1957) es un político estadounidense, miembro del Partido Republicano, gobernador del estado de Illinois desde 2015 hasta 2019.

## Biografía
Nació en Chicago el 18 de febrero de 1947.
Rauner se convirtió en gobernador de Illinois el 12 de enero de 2015, después de los elecciones de noviembre de 2014 comicios en los que ganó al anterior gobernador Pat Quinn.